# 마자링
마자링(중국어 간체자: 马嘉伶, 정체자: 馬嘉伶, 병음: Mǎ Jiālíng, 일본어: マ・チャリン, 1996년 12월 21일~)은 일본에서 활동하는 대만 국적의 가수로, 전 AKB48의 첫 대만인 멤버이다. 2022년 12월 28일, CANVAS에 이적을 발표.